# Stan Manoukian
Vous pouvez aider à l'améliorer ou bien discuter des problèmes sur sa page de discussion.
- Il ne cite pas suffisamment ses sources. Vous pouvez indiquer les passages à sourcer avec {{référence nécessaire}} ou {{Référence souhaitée}}, et inclure les références utiles en les liant aux notes de bas de page. (Marqué depuis juin 2018)
- Certaines informations devraient être mieux reliées aux sources mentionnées dans la bibliographie ou les liens externes. Améliorez sa vérifiabilité en les associant par des références. (Marqué depuis juin 2018)
- Il ne s’appuie pas, ou pas assez, sur des sources secondaires ou tertiaires. (Marqué depuis juin 2018)

- Archive Wikiwix
- Bing
- Cairn
- DuckDuckGo
- E. Universalis
- Gallica
- Google
- G. Books
- G. News
- G. Scholar
- Persée
- Qwant
- (zh) Baidu
- (ru) Yandex
- (wd) trouver des œuvres sur Wikidata

Stan Manoukian, né le 1er octobre 1969 à Paris, est un artiste, dessinateur et scénariste français.

## Biographie
Depuis l’enfance, il se passionne pour le dessin puisant son inspiration dans la science-fiction rétro, les films classiques de monstres et les romans d’écrivains tels que Edgar Poe, Lovecraft, Mary Shelley ou encore Jules Verne.
En 1988, fraichement diplômé de l'École Estienne, il débute en France et aux États-Unis comme dessinateur de bandes dessinées, designer et storyboarder pour le cinéma et la publicité.
Avec Vincent Roucher, il forme le duo d'auteurs Stan et Vince, qui réalisent (scénario et dessin) la série Vortex et le dessin de la série Les Chronokids (sur scénario de Zep) et de la série Density (sur scénario de Lewis Trondheim).
En 2007, il entreprend un défi artistique personnel : dessiner un monstre par jour pendant un an. Cette initiative de grande envergure donnera naissance l’année suivante au livre Diary of inhuman species paru chez Ankama.
Depuis, l'exploration de son monde fantasmagorique le pousse vers des projets de plus en plus grands et ambitieux, testant diverses techniques, passant du dessin à la sculpture.
Il s’inscrit désormais dans la génération du post lowbrow mondial, avec des compositions qui rappellent la peinture romantique du XIXe et en font un héritier de Gustave Doré, Franklin Booth ou encore Bernie Wrightson.

## Expositions
2012
- Avril - « Monsters & Misfits IV ». Hikari building / Museum level [4] - Tokyo / Japon
- Décembre  - « Winter Salon » - Stranger Factory - Albuquerque / États-Unis

2013
- Mai  - « Zombie Show » - Last Rites gallery - New York / États-Unis
- Septembre - « Monsters & Misfits III » - Takayama museum - Takayama - Japon
- Octobre - « Bewitching III » - Stranger Factory - Albuquerque / États-Unis
- Décembre  - « Winter Salon » - Stranger Factory - Albuquerque / États-Unis

2014
- Février  - Galerie Rotofugi - Chicago / États-Unis
- Mai - « Conjuring Mischief » - Stranger Factory - Albuquerque / États-Unis
- Juillet - Stranger Factory - Albuquerque / États-Unis
- Juillet  - Cotton Candy Machine gallery - New York / États-Unis
- Octobre - « Bewitching IV » - Stranger Factory - Albuquerque / États-Unis

2015
- Février  - « Species » - Galerie Glénat [5] - Paris / France (Solo)
- Mars - Château de Belcastel - France
- Mai - Stranger Factory 5th anniversary - Albuquerque / États-Unis
- Juin - « Creatures Oddyseys » - Stranger Factory - Albuquerque / États-Unis (Solo)
- Août  - « Lyrics Show 3 » - Inner States Gallery - Detroit / États-Unis
- Octobre - « Bewitching V » - Stranger Factory - Albuquerque / États-Unis
- Décembre  - « Pandora's Box » - AFA galerie - New York / États-Unis
- Décembre - « Winter Salon » - Stranger Factory - Albuquerque / États-Unis

2016
- Mai  - « Four Season » - Haven Gallery - New York / États-Unis
- Septembre  - « Suggestivism Resonance » - Spoke Art Gallery [6]
- Octobre  - « Creepy Cute » - Peanut Gallery - Adélaïde / Australie
- Novembre - « Laïka show » - Gallery Nucleus - Los Angeles / États-Unis

2017
- Mars  - « Oddities » - Galerie Glénat[7] - Paris / France (Solo)
- Août  - « Woodland Escapade »[8] Stranger Factory - Albuquerque / États-Unis (Solo)
- Septembre - « Alt Realities » - Mesa Arts Center (en) - Mesa / États-Unis
- Octobre  à Mars 2018 - « A journey into the Universe of Art Toys »[9] Topic Museum - Tolosa / Espagne
- Décembre  - « Fabuleux Bestiaire »[10] - Espace Art et Liberté - Charenton-le-Pont / France

2018
- Mars - « Vanitas » - Haven Gallery [6] - New York / États-Unis
- Avril – « Of Fins & Feathers » curated by Travis Louie - Spoke Art Gallery[6] - New York  / États-Unis
- Juillet  - « Suggestivism »  - Spoke Art Gallery][6] - New York  / États-Unis
- Août - « The Forgotten Island »[11]- ArtMind Gallery - Aarhus / Danemark
- Octobre - « Bewitching » - Stranger Factory - Albuquerque / États-Unis
- Décembre  - « Winter Salon » - Stranger Factory - Albuquerque / États-Unis

## Publications

### Bande dessinée sous le nom Stan
- Parasite, Zenda, coll. « Poison », 1992  (ISBN 2-87687-117-3).
- Vortex : Campbell, Voyageur du temps, Delcourt, coll. « Neopolis » :

1. Campbell, voyageur du temps I, 1993  (ISBN 2-84055-015-6).
2. Campbell, Voyageur du temps II, 1995  (ISBN 2-84055-041-5).

### Bande dessinée au sein du duoStan et Vince(avecVincent Roucher)
- Vortex : Tess Wood & Campbell t. 3 à 9, Delcourt, coll. « Neopolis », 1995-2003.
- Putain de télé !, Albin Michel, coll. « L'Écho des savanes », 1995  (ISBN 2-226-07818-5).
- Tarzan (scénario de Lovern Kindzierski d'après E. R. Burroughs), Soleil :

1. Le Monstre, 1998  (ISBN 2-87764-694-7).
2. Œil pour œil, 1998  (ISBN 2-87764-772-2).

- L'Imploseur (scénario de Benoît Delépine), Albin Michel, coll. « L'Écho des savanes », 2000  (ISBN 2-226-11112-3).
- La Bombe (scénario de Benoît Delépine), Albin Michel, coll. « L'Écho des savanes », 2001  (ISBN 2-226-12101-3).
- GodKiller (scénario de Benoît Delépine), Albin Michel, coll. « L'Écho des savanes », 2005  (ISBN 2-226-15823-5).
- Time Capsule, Delcourt, 2006  (ISBN 2-7560-0366-2). Art book.
- Les Chronokids (scénario de Zep), Glénat, 6 tomes et un hors-série, 2008-2014.
- Metalfer, Dargaud, 2013  (ISBN 978-2-205-06019-5).
- Now Future (scénario de Benoît Délépine), Glénat, 2016  (ISBN 978-2-344-01606-0).
- Density (scénario de Lewis Trondheim), Delcourt, coll. « Contrebande », 3 tomes, 2017-2021.

### Illustration
- Diary Of Inhuman Species, Ankama, 2009  (ISBN 978-2-916739-31-1). Illustrations.
- Species (Vol. 1), auto-publié, 2015.
- Meelo's Big Adventure, auto-publié, 2016.
- Species (Vol. 2), auto-publié, 2017.
- Bunny !, auto-publié, 2017.
- The Bedtime Book Of Bedroom Monsters, éditions Cernunnos, 2018.
- Zoologia, (co-auteure Séverine Gauthier), éditions Cernunnos, 2018.
- Monstre (série jeunesse écrite par Séverine Gauthier), Glénat, collection « P'tit Glénat » :

1. Monstre a peur des monstres, mars 2019  (ISBN 978-2-344-03123-0).
2. Monstre n'est pas bleu, 2019  (ISBN 978-2-344-03726-3).
3. Monstre est amoureux, 2020  (ISBN 978-2-344-04093-5).
4. Monstre est timide, 2020  (ISBN 978-2-344-04309-7).

- Species (Vol. 1), éditions Caurette, 2022,  (ISBN 978-2-38289-039-4).
- Species (Vol. 2), éditions Caurette, 2022,  (ISBN 978-2-38289-043-1).
- Bunny !, éditions Caurette, 2022,  (ISBN 978-2-38289-042-4).
- Sketchbook 1, éditions Caurette, 2022,  (ISBN 978-2-38289-044-8).
- Mini Encyclopedia of Monsters, éditions Caurette, 2022,  (ISBN 978-2-38289-040-0).
- Meelo's Big Adventure, éditions Caurette, 2022,  (ISBN 978-2-38289-041-7).

## Prix et récompenses
- 2011 : Fauve jeunesse au festival international de la bande dessinée d'Angoulême pour Chronokids t. 3 (avec Vince et Zep)[12].